# Гафниевая бомба
Известен изомер гафния 178m2Hf. Он привлёк внимание общественности в связи с исследованиями агентства оборонных исследований DARPA по принудительному распаду изомера с выделением значительных энергий. Начали высказываться гипотезы о возможности построения гафниевой бомбы. Тем не менее в научной среде ставится под сомнение как возможность управляемого взрывного распада 178m2Hf, так и возможность получения изомера в количествах, необходимых для создания оружия.
Высокое содержание энергии в 178m2Hf было предметом исследования программы, финансируемой DARPA в США. Эта программа в конечном итоге пришла к выводу, что использование вышеупомянутого ядерного изомера 178m2Hf гафния для создания высокопроизводительного оружия с рентгеновскими пусковыми механизмами — применение индуцированного гамма-излучения — было нецелесообразным из-за его стоимости.
Спор о гафнии был дебатами о возможности «запуска» быстрых высвобождений энергии посредством гамма-излучения из ядерного изомера гафния, 178m2Hf. За одно событие высвобождение энергии на 5 порядков (в 100 000 раз) более энергично, чем в типичной химической реакции, но на 2 порядка меньше, чем в реакции ядерного деления. В 1998 году группа под руководством Карла Коллинза из Техасского университета в Далласе сообщила, что успешно инициировала такую реакцию. В тех первых экспериментах отношения сигнал/шум были небольшими, и на сегодняшний день ни одна другая группа не смогла повторить эти результаты. Питер Циммерман (американский физик-ядерщик и эксперт по контролю над вооружениями) охарактеризовал заявления о потенциале создания оружия как основанные на «очень плохой науке».

## Предыстория
178m2Hf является особенно интересным кандидатом для экспериментов по индуцированному гамма-излучению (IGE), поскольку энергия 178m2Hf на 2,5 МэВ на ядро выше, чем у гафния в основном состоянии, и у него длительный период полураспада в 31 год. Если бы гораздо более низкоэнергетическое излучение от какого-либо агента могло бы «запустить» высвобождение этой накопленной энергии до того, как большая часть этого инициирующего излучения будет рассеяна в конкурирующих процессах, и если бы инициирующее излучение могло быть эффективно регенерировано гамма-излучением 2,5 МэВ, то можно было бы запустить каскад гамма-фотонов. Длительный период полураспада 178m2Hf мог бы позволить спроектировать вещество с достаточным количеством этих энергетических ядер, необходимых для индуцированного излучения, то есть гамма-лазера. В то время как индуцированное излучение высокоэнергетического фотона низкоэнергетическим фотоном добавляет мощности к полю излучения, индуцированное излучение добавляет когерентности.
Со всеми оговорками о рассеивании запускающего фотона и его эффективном воссоздании запускаемым энергичным фотоном, этот процесс, в принципе, может привести к созданию ядерных реакционных двигателей, а также более точных радиометрических устройств. Предложение продемонстрировать эффективность «запуска» 178m2Hf было одобрено на семинаре НАТО-Advanced Research Workshop (NATO-ARW), состоявшемся в Предяле в 1995 году. Хотя предложение состояло в том, чтобы использовать падающие протоны для бомбардировки цели, α-частицы были доступны, когда был запланирован первый эксперимент. Он был проведен французской, русской, румынской и американской командой. Было сказано, что результаты были экстраординарными, но они не были опубликованы. Тем не менее 178m2Hf подразумевалось как имеющее особое значение для потенциальных применений IGE. Быстро разгорелся спор, в основном между первоначальными сторонниками 178m2Hf как имеющего потенциальное военное применение в качестве гамма-лазерного оружия или ненейтронного, но все же ядерного взрывчатого вещества, и критиками, которые игнорировали такие возможности из-за практических препятствий на этом пути: 178m2Hf трудно производить и практически невозможно отделить от основного состояния Hf, поглощение низкоэнергетических запускающих рентгеновских лучей связанными электронами вокруг ядра Hf и ничтожная вероятность воссоздания способного к запуску рентгеновского луча, начиная с самого запускаемого рентгеновского луча путем многократного случайного рассеяния. Тем не менее военное применение было достаточно заманчивым, чтобы попытаться превратить 178m2Hf во что-то полезное (а не в интригующее ядро, пригодное только для академического изучения).

## Важность
178m2Hf имеет самую высокую энергию возбуждения среди всех сравнительно долгоживущих изомеров. Один грамм чистого 178m2Hf содержит приблизительно 1330 мегаджоулей энергии, что эквивалентно примерно 300 килограммам (660 фунтам) взрывчатого вещества ТНТ. Период полураспада 178m2Hf составляет 31 год или 1 Гс (гигасекунда, 1 000 000 000 секунд), так что естественная радиоактивность грамма составляет 2,40 ТБк (65 Ки). Активность находится в каскаде проникающих гамма-лучей, наиболее энергичное из которых составляет 0,574 МэВ. Для безопасности человека потребовалось бы существенное экранирование, если бы образец был одним граммом чистого изомера. Однако до сих пор ядерный изомер существует только в низких концентрациях (<0,1 %) в многоизотопном гафнии. Вся высвобождаемая энергия будет в форме фотонов; рентгеновских лучей и гамма-лучей.
Если бы вся энергия в ядре могла быть высвобождена в течение короткого времени (например, одной наносекунды), один грамм чистого 178m2Hf произвел бы рентгеновский всплеск с чрезвычайно высокой мощностью порядка 1 ГДж/нс или 1 экзаватт (1 x 1018 Вт). Однако количественные оценки показывают, что энергия, высвобождаемая ядерным изомером, намного меньше энергии, необходимой для инициирования процесса; мощность, необходимая для инициирования IGE, должна была бы происходить в течение более короткого промежутка времени, чем высвобождение ядерной энергии, и, следовательно, была бы ещё более непропорциональной.
Характерные масштабы времени для процессов, вовлеченных в приложения, были бы благоприятны для потребления всей начальной радиоактивности. Процесс запуска образца с помощью IGE использовал бы фотоны для запуска и производства фотонов в качестве продукта. Распространение фотонов происходит со скоростью света, в то время как механическая разборка мишени происходила бы со скоростью, сравнимой со скоростью звука. Неактивированный материал 178m2Hf может не уйти от активированного события, если фотоны сначала не взаимодействуют с электронами.
Как предложение в NATO-ARW, так и фрагментарные результаты последующего эксперимента показали, что энергия фотона, необходимая для инициирования ИГИ(Индуцированное гамма-излучение) из 178m2Hf, будет менее 300 кэВ. Многие экономичные источники таких низкоэнергетических рентгеновских лучей были доступны для доставки довольно больших потоков к целевым образцам скромных размеров.
Образцы 178m2Hf были и остаются доступными только в низких концентрациях (<0,1 %), без какого-либо четкого способа увеличения этой концентрации.

## Хронология событий
- Около 1997 года консультативная группа JASONS взяла показания о запуске ядерных изомеров. Консультативная группа JASON Defense опубликовала соответствующий публичный отчет, в котором говорилось, что они пришли к выводу, что это невозможно и не следует пытаться делать это. Несмотря на промежуточные публикации в рецензируемых журналах статей, написанных международной группой, сообщающей об индуцированном гамма-излучении от 178m2Hf, около 2003 года IDA взяла показания, опять же от соответствующих ученых, по вопросам достоверности сообщенных результатов. Профессор Карл Коллинз, ведущий американский член группы, опубликовавшей успехи, не давал показаний.

- Около 2003 года DARPA инициировало поисковое исследование, названное стимулированным высвобождением энергии изомера (SIER), и оно вызвало общественный интерес как на уровне общественности, так и на профессиональном уровне.

- Первой целью SIER было выяснить, можно ли производить значительные количества 178m2Hf по приемлемым ценам для возможных применений. Закрытая группа под названием HIPP была уполномочена выполнить эту задачу и пришла к выводу, что это возможно. Однако ученый из этой конфиденциальной группы по рассмотрению HIPP DARPA «слил» предвзятые, но предварительные опасения в прессу. Это необоснованное утверждение положило начало последующему каскаду неточных сообщений о так называемых «возмутительных расходах» на запуск изомера.

- Удовлетворив требование группы HIPP изучить проблему производства по приемлемым ценам, программа SIER обратилась к вопросу окончательного подтверждения отчетов IGE от 178m2Hf. Задача TRiggering Isomer Proof (TRIP) была поручена DARPA и поручена полностью независимой команде от тех, кто сообщал об успехах ранее. «Золотой стандарт» запуска изомеров гафния был установлен в диссертации Русу. Эксперимент TRIP требовал независимого подтверждения диссертации Русу. Он был успешным, но не мог быть опубликован.